# 키파

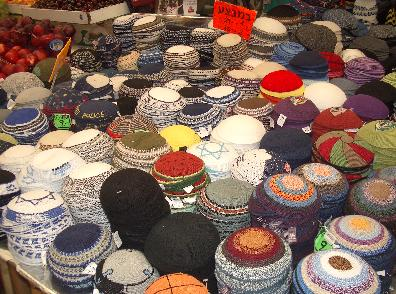
키파

키파(Kippah)란, 유대교의 전통의상 중 유대인들이 쓰고 다니는 모자를 말한다.

## 개요
유대인들은 ‘하나님의 종’임을 드러내기 위해 스스로 특유의 모자를 쓰기 시작했다. 처음에는 유대교의 예루살렘 성전 같은 성소에서 ‘하나님의 이름’을 일컬어야 하는 예배 때만 썼던 것으로 전해졌다. 그러다가 오늘날에는 평소에도 하늘에 머리를 보이지 않는 관습으로 자리 잡게 되어 일상적으로 착용하고 다닌다. 키파는 유대인 남자들이 기도할 때 머리에 쓰는 모자인데, 뒤통수에 살짝 걸치고 흘러내리지 않게 핀으로 고정시킨다.
이스라엘 예루살렘의 ‘통곡의 벽’이나 야드 바셈 홀로코스트 추모관 같은 성소를 방문하는 남자들은 이 전통모자인 키파를 반드시 써야 한다. 이스라엘을 방문하는 모든 국빈이 필수적이며, 여행객도 마찬가지다. 외국관광객들을 위해서는 성소 입구에 종이 키파를 마련해 둔다.

## 참고자료
- ‘키파’ 쓴 오바마

## 같이 보기
- 유대교
- 유대인
- 메노라